# Serie A2 2001-2002 (pallacanestro femminile)
Il campionato di pallacanestro femminile di Serie A2 2001-2002 è stato il ventiduesimo organizzato dalla LegA Basket Femminile.
Le ventinove squadre sono divise in due gironi (da 15 e 14 società), con partite di andata e ritorno. Le squadre classificatesi tra il primo e il sesto posto si qualificano per la poule promozione, divisa a sua volta in due gironi misti; le due vincitrici dei gironi vengono promosse in Serie A1. Le retrocessioni sono dirette per le ultime due squadre classificate nei gironi di qualificazione; quelle che arrivano nei quattro posti precedenti vengono ammesse alla poule retrocessione: altri due gironi, le cui ultime classificate retrocedono in Serie B1.
Al termine della seconda fase, vengono promosse nella massima divisione l'A.S. Vicenza, due anni dopo la retrocessione, e la Virtus Viterbo, che riporta il comune laziale nella massima serie sette anni dopo la chiusura della Sisv.

## Stagione regolare

### Girone A
|  |     | Classifica finale 2001-2002 | Pt | G  | V  | P  | PtF  | PtS  |
|  | --- | --------------------------- | -- | -- | -- | -- | ---- | ---- |
|  | 1.  | A.S. Vicenza                | 48 | 28 | 24 | 4  | 1925 | 1481 |
|  | 2.  | CRUP Udine                  | 42 | 28 | 21 | 7  | 1863 | 1675 |
|  | 3.  | Ginnastica Triestina        | 40 | 28 | 20 | 8  | 1655 | 1493 |
|  | 4.  | Juvenilia Reggio Emilia     | 38 | 28 | 19 | 9  | 1781 | 1594 |
|  | 5.  | Basket Cavezzo              | 38 | 28 | 19 | 9  | 1850 | 1745 |
|  | 6.  | Ducato Siena                | 34 | 28 | 17 | 11 | 1679 | 1543 |
|  | 7.  | Emilianacar Bologna         | 32 | 28 | 16 | 12 | 1845 | 1760 |
|  | 8.  | Ravenna                     | 26 | 28 | 13 | 15 | 1685 | 1709 |
|  | 9.  | Careca Scandiano            | 24 | 28 | 12 | 16 | 1622 | 1704 |
|  | 10. | Interclub Muggia            | 24 | 28 | 12 | 16 | 1690 | 1800 |
|  | 11. | Pakelo San Bonifacio        | 20 | 28 | 10 | 18 | 1654 | 1740 |
|  | 12. | Basket Club Bolzano         | 18 | 28 | 9  | 19 | 1598 | 1810 |
|  | 13. | Mercede Alghero             | 18 | 28 | 9  | 19 | 1621 | 1729 |
|  | 14. | Girls Basket Livorno        | 10 | 27 | 5  | 22 | 1438 | 1727 |
|  | 15. | Arezzo                      | 6  | 27 | 3  | 24 | 1285 | 1681 |

### Girone B
|  |     | Classifica finale 2001-2002 | Pt | G  | V  | P  | PtF  | PtS  |
|  | --- | --------------------------- | -- | -- | -- | -- | ---- | ---- |
|  | 1.  | Palestrina Basket           | 44 | 26 | 22 | 4  | 1922 | 1560 |
|  | 2.  | Napoli                      | 44 | 26 | 22 | 4  | 1992 | 1489 |
|  | 3.  | Virtus Viterbo              | 42 | 26 | 21 | 5  | 1988 | 1620 |
|  | 4.  | Eismann Caserta             | 34 | 26 | 17 | 9  | 1754 | 1711 |
|  | 5.  | Pozzuoli                    | 30 | 26 | 15 | 11 | 1736 | 1713 |
|  | 6.  | 2MG Marino                  | 30 | 26 | 15 | 11 | 1751 | 1755 |
|  | 7.  | Sapori di Sardegna Cagliari | 24 | 26 | 12 | 14 | 1663 | 1827 |
|  | 8.  | Avellino                    | 24 | 26 | 12 | 14 | 1712 | 1738 |
|  | 9.  | Mareca Caserta              | 20 | 26 | 10 | 16 | 1600 | 1704 |
|  | 10. | Sport Club Alcamo           | 20 | 26 | 10 | 16 | 1591 | 1672 |
|  | 11. | Battipaglia                 | 16 | 26 | 8  | 18 | 1631 | 1737 |
|  | 12. | PCR Messina                 | 12 | 26 | 6  | 20 | 1667 | 1924 |
|  | 13. | Alimenti Sardi Cagliari     | 12 | 26 | 6  | 20 | 1451 | 1751 |
|  | 14. | ILG Alcamo                  | 12 | 26 | 6  | 20 | 1670 | 1927 |

## Poule promozione

### Girone 1
|  |    | Classifica finale 2001-2002 | Pt | G  | V | P | PtF | PtS |
|  | -- | --------------------------- | -- | -- | - | - | --- | --- |
|  | 1. | A.S. Vicenza                | 14 | 10 | 7 | 3 | 378 | 279 |
|  | 2. | Napoli                      | 14 | 10 | 7 | 3 | 395 | 360 |
|  | 3. | Eismann Caserta             | 12 | 10 | 6 | 4 | 371 | 376 |
|  | 4. | Ginnastica Triestina        | 8  | 10 | 4 | 6 | 355 | 384 |
|  | 5. | Basket Cavezzo              | 6  | 10 | 3 | 7 | 398 | 411 |
|  | 6. | 2MG Marino                  | 6  | 10 | 3 | 7 | 308 | 395 |

### Girone 2
|  |    | Classifica finale 2001-2002 | Pt | G  | V | P | PtF | PtS |
|  | -- | --------------------------- | -- | -- | - | - | --- | --- |
|  | 1. | Virtus Viterbo              | 14 | 10 | 7 | 3 | 397 | 388 |
|  | 2. | Palestrina Basket           | 12 | 10 | 6 | 4 | 390 | 408 |
|  | 3. | Juvenilia Reggio Emilia     | 12 | 10 | 6 | 4 | 373 | 338 |
|  | 4. | CRUP Udine                  | 12 | 10 | 6 | 4 | 406 | 393 |
|  | 5. | Ducato Siena                | 8  | 10 | 4 | 6 | 409 | 403 |
|  | 6. | Pozzuoli                    | 4  | 10 | 2 | 8 | 347 | 392 |

## Poule retrocessione

### Girone 1
|  |    | Classifica finale 2001-2002 | Pt | G  | V | P | PtF | PtS |
|  | -- | --------------------------- | -- | -- | - | - | --- | --- |
|  | 1. | Ravenna                     | 12 | 10 | 6 | 4 | -   | -   |
|  | 2. | Interclub Muggia            | 12 | 10 | 6 | 4 | -   | -   |
|  | 3. | Sport Club Alcamo           | 12 | 10 | 6 | 4 | -   | -   |
|  | 4. | Avellino                    | 10 | 10 | 5 | 5 | -   | -   |
|  | 5. | Basket Club Bolzano         | 8  | 10 | 4 | 6 | -   | -   |
|  | 6. | PCR Messina                 | 6  | 10 | 3 | 7 | -   | -   |

### Girone 2
|  |    | Classifica finale 2001-2002 | Pt | G  | V | P | PtF | PtS |
|  | -- | --------------------------- | -- | -- | - | - | --- | --- |
|  | 1. | Mercede Alghero             | 18 | 10 | 9 | 1 | -   | -   |
|  | 2. | Careca Scandiano            | 12 | 10 | 6 | 4 | -   | -   |
|  | 3. | Sapori di Sardegna Cagliari | 10 | 10 | 5 | 5 | -   | -   |
|  | 4. | San Bonifacio               | 10 | 10 | 5 | 5 | -   | -   |
|  | 5. | Mareca Caserta              | 6  | 10 | 3 | 7 | -   | -   |
|  | 6. | Battipaglia                 | 4  | 10 | 2 | 8 | -   | -   |

## Verdetti
- Associazione Sportiva Vicenza e Virtus Viterbo sono promosse in Serie A1.
- PCR Messina, Battipaglia, Girls Livorno, Arezzo, Alimenti Sardi Cagliari e ILG Alcamo retrocedono in Serie B.
- La Nuova Pallacanestro Battipaglia è stata in seguito ripescata.